# Hoda Hagras
Hoda Hagras (* 11. Mai 1995) ist eine ägyptische Hochspringerin und Siebenkämpferin.

## Sportliche Laufbahn
Erste internationale Erfahrungen sammelte Hoda Hagras bei den Arabischen Meisterschaften 2015 in Manama, bei denen sie mit 5404 Punkten die Goldmedaille gewann. Anschließend nahm sie erstmals an den Afrikaspielen in Brazzaville teil, belegte dort mit 5407 Punkten den fünften Platz im Siebenkampf und wurde im Hochsprung mit 1,75 m Sechste. Im Jahr darauf gewann sie bei den U23-Mittelmeerspielen in Tunis in 14,40 s die Silbermedaille im 100-Meter-Hürdenlauf und wurde im Weitsprung mit 5,66 m Achte. Bei den Afrikameisterschaften in Durban erreichte im Siebenkampf sie mit neuem Landesrekord von 5555 Punkten Rang vier. Zwei Jahre später gewann sie bei den Afrikameisterschaften in Asaba mit 1,80 m im Hochsprung die Silbermedaille hinter der Swasi Erika Nonhlanhla Seyama. Den Siebenkampfwettbewerb an gleicher Stelle konnte sie nicht beenden. 2019 gewann sie bei den Arabischen Meisterschaften in Kairo mit 5215 Punkten im Siebenkampf die Silbermedaille, wie auch mit der ägyptischen 4-mal-100-Meter-Staffel in 46,85 s. Zudem wurde sie im Hürdensprint in 14,92 s Vierte. Ende August nahm sie erneut an den Afrikaspielen in Rabat teil und wurde dort mit 5272 Punkten Vierte im Siebenkampf und erreichte im Hochsprung mit übersprungenen 1,70 m Rang 13.
2018 wurde Hagras ägyptische Meisterin im Hochsprung.

## Persönliche Bestleistungen
- 100 m Hürden: 14,01 s (+1,4 m/s), 24. Juni 2016 in Durban
- Hochsprung: 1,80 m, 2. August 2018 in Asaba
- Weitsprung: 5,97 m (+1,5 m/s), 25. April 2015 in Manama
- Siebenkampf: 5555 Punkte, 25. Juni 2016 in Durban (ägyptischer Rekord)